# Ligue C de la Ligue des nations de l'UEFA 2024-2025
 (septembre 2024).
Navigation
Ligue C 2022-2023 Ligue C 2026-2027
La Ligue C de la Ligue des nations 2024-2025 est la troisième division de la Ligue des nations 2024-2025, quatrième édition d'une compétition impliquant les équipes nationales masculines des 55 associations membres de l'UEFA.

## Format
Le format de la compétition est modifié par rapport à l'édition précédente. Le 25 janvier 2023, l’UEFA a procédé aux annonces concernant les éliminatoires de l'Euro avec des groupes resserrés de quatre ou cinq équipes et le nouveau format de la Ligue des Nations. Alexander Ceferin, président de l’UEFA, s’est exprimé sur ces changements : « L’introduction de l’UEFA Nations League a été un succès, car elle a remplacé les matches amicaux par des matches plus compétitifs. (…) La nouvelle formule promet de renforcer encore les compétitions pour les équipes nationales européennes et de les rendre encore plus passionnantes. »

### Tirage au sort
Les équipes sont attribuées à la Ligue C en fonction de la liste d'accès basée sur le classement général de la précédente édition. Elles sont réparties en quatre chapeaux de quatre équipes, placées selon leur coefficient.
Le tirage au sort de la phase de ligue a lieu à Paris, le 8 février 2024.
| Équipe     | Classement |
| ---------- | ---------- |
| Roumanie   | 29         |
| Suède      | 30         |
| Arménie    | 31         |
| Luxembourg | 37         |

| Équipe      | Classement |
| ----------- | ---------- |
| Azerbaïdjan | 38         |
| Kosovo      | 39         |
| Bulgarie    | 40         |
| Îles Féroé  | 41         |

| Équipe            | Classement |
| ----------------- | ---------- |
| Macédoine du Nord | 42         |
| Slovaquie         | 43         |
| Irlande du Nord   | 44         |
| Chypre            | 45         |

| Équipe      | Classement |
| ----------- | ---------- |
| Biélorussie | 46         |
| Lituanie    | 47         |
| Estonie     | 49         |
| Lettonie    | 50         |

## Groupes
Légende des classements
- Promotion en Ligue B
- Barrage de promotion en Ligue B
- Possible relégation en Ligue D

### Groupe 1
| Rang | Équipe      | Pts | J | G | N | P | Bp | Bc | Diff |  | Résultats (▼ dom., ► ext.) |     |     |     |     |
| ---- | ----------- | --- | - | - | - | - | -- | -- | ---- |  | -------------------------- | --- | --- | --- | --- |
| 1    | Suède R     | 16  | 6 | 5 | 1 | 0 | 19 | 4  | +15  |  | Suède R                    |     | 2-1 | 3-0 | 6-0 |
| 2    | Slovaquie   | 13  | 6 | 4 | 1 | 1 | 10 | 5  | +5   |  | Slovaquie                  | 2-2 |     | 1-0 | 2-0 |
| 3    | Estonie P   | 4   | 6 | 1 | 1 | 4 | 3  | 9  | -6   |  | Estonie P                  | 0-3 | 0-1 |     | 3-1 |
| 4    | Azerbaïdjan | 1   | 6 | 0 | 1 | 5 | 3  | 17 | -14  |  | Azerbaïdjan                | 1-3 | 1-3 | 0-0 |     |

| 1re journée                    | Azerbaïdjan                 | 1 - 3   | Suède                                                             | Stade Tofiq-Béhramov, Bakou                                               |                                                                           |
| 5 septembre 2024 18h00 (20h00) | ( T. Bayramov) Dadashov 82e | (0 - 0) | 65e Isak (Gyökeres ) · 71e Isak (Gyökeres ) · 80e (pen.) Gyökeres | Spectateurs : 9 450 Arbitrage : Balázs Berke Arbitre vidéo : Tamás Bognár | Spectateurs : 9 450 Arbitrage : Balázs Berke Arbitre vidéo : Tamás Bognár |
| 5 septembre 2024 18h00 (20h00) | Dadaşov 49e · Dzhenetov 79e | Rapport | 59e Wahlqvist · 90+1e Salétros                                    | Spectateurs : 9 450 Arbitrage : Balázs Berke Arbitre vidéo : Tamás Bognár | Spectateurs : 9 450 Arbitrage : Balázs Berke Arbitre vidéo : Tamás Bognár |

| 5 septembre 2024 | Estonie                 | 0 - 1   | Slovaquie                                                           | A. Le Coq Arena, Tallinn                                                  |                                                                           |
| 20h45 (21h45)    |                         | (0 - 0) | 70e Suslov                                                          | Spectateurs : 6 128 Arbitrage : Matej Jug Arbitre vidéo : Nejc Kajtazovic | Spectateurs : 6 128 Arbitrage : Matej Jug Arbitre vidéo : Nejc Kajtazovic |
| 20h45 (21h45)    | A. Tamm 38e · Shein 90e | Rapport | 28e Obert · 55e Boženík · 87e Vavro · 90+5e Dúbravka · 90+5e Hancko | Spectateurs : 6 128 Arbitrage : Matej Jug Arbitre vidéo : Nejc Kajtazovic | Spectateurs : 6 128 Arbitrage : Matej Jug Arbitre vidéo : Nejc Kajtazovic |

| 2e journée             | Slovaquie                               | 2 - 0   | Azerbaïdjan                                                         | Košická futbalová aréna, Košice                                                 |                                                                                 |
| 8 septembre 2024 18h00 | Duda 22e (pen.) · ( Hancko) Strelec 26e | (2 - 0) |                                                                     | Spectateurs : 11 435 Arbitrage : Damian Sylwestrzak Arbitre vidéo : Piotr Lasyk | Spectateurs : 11 435 Arbitrage : Damian Sylwestrzak Arbitre vidéo : Piotr Lasyk |
| 8 septembre 2024 18h00 |                                         | Rapport | 15e Seydiyev · 37e Jafarguliyev · 42e T. Bayramov · 90+1e S. Aliyev | Spectateurs : 11 435 Arbitrage : Damian Sylwestrzak Arbitre vidéo : Piotr Lasyk | Spectateurs : 11 435 Arbitrage : Damian Sylwestrzak Arbitre vidéo : Piotr Lasyk |

| 8 septembre 2024 | Suède                                                        | 3 - 0   | Estonie                         | Strawberry Arena, Solna                                                           |                                                                                   |
| 20h45            | ( Sema) Gyökeres 30e · Isak 40e · ( Kulusevski) Gyökeres 44e | (3 - 0) |                                 | Spectateurs : 14 858 Arbitrage : Sven Jablonski Arbitre vidéo : Christian Dingert | Spectateurs : 14 858 Arbitrage : Sven Jablonski Arbitre vidéo : Christian Dingert |
| 20h45            |                                                              | Rapport | 50e, 62e Palumets · 89e A. Tamm | Spectateurs : 14 858 Arbitrage : Sven Jablonski Arbitre vidéo : Christian Dingert | Spectateurs : 14 858 Arbitrage : Sven Jablonski Arbitre vidéo : Christian Dingert |

| 3e journée                    | Estonie                                                         | 3 - 1   | Azerbaïdjan           | A. Le Coq Arena, Tallinn                                                     |                                                                              |
| 11 octobre 2024 18h00 (19h00) | Yakovlev 32e · ( Shein) Sinyavskiy 45+2e · ( Ainsalu) Shein 71e | (2 - 1) | Bayramov 45+1e (pen.) | Spectateurs : 6 034 Arbitrage : Rob Harvey Arbitre vidéo : Michael Salisbury | Spectateurs : 6 034 Arbitrage : Rob Harvey Arbitre vidéo : Michael Salisbury |
| 11 octobre 2024 18h00 (19h00) | Shein 37e · Anier 58e                                           | Rapport |                       | Spectateurs : 6 034 Arbitrage : Rob Harvey Arbitre vidéo : Michael Salisbury | Spectateurs : 6 034 Arbitrage : Rob Harvey Arbitre vidéo : Michael Salisbury |

| 11 octobre 2024 | Slovaquie                                         | 2 - 2   | Suède                            | Tehelné pole, Bratislava                                                            |                                                                                     |
| 20h45           | ( Duda) Strelec 44e · ( Haraslín) Strelec 72e     | (1 - 2) | 25e Ayari · 32e Sema (Gyökeres ) | Spectateurs : 15 381 Arbitrage : Maurizio Mariani Arbitre vidéo : Aleandro Di Paolo | Spectateurs : 15 381 Arbitrage : Maurizio Mariani Arbitre vidéo : Aleandro Di Paolo |
| 20h45           | Vavro 18e · Suslov 51e · Duda 61e · Gyömbér 90+3e | Rapport | 40e Douglas · 61e Karlström      | Spectateurs : 15 381 Arbitrage : Maurizio Mariani Arbitre vidéo : Aleandro Di Paolo | Spectateurs : 15 381 Arbitrage : Maurizio Mariani Arbitre vidéo : Aleandro Di Paolo |

| 4e journée                    | Azerbaïdjan                     | 1 - 3   | Slovaquie                                                                    | Stade Tofiq-Béhramov, Bakou                                                 |                                                                             |
| 14 octobre 2024 18h00 (20h00) | ( Sheydaev) Bayramov 38e        | (1 - 1) | 15e (csc) Mammadov (Hancko ) · 75e Haraslín (Škriniar ) · 86e Ďuriš (Šatka ) | Spectateurs : 4 269 Arbitrage : Rohit Saggi Arbitre vidéo : Jochem Kamphuis | Spectateurs : 4 269 Arbitrage : Rohit Saggi Arbitre vidéo : Jochem Kamphuis |
| 14 octobre 2024 18h00 (20h00) | Emreli 45e, 70e · G. Aliyev 61e | Rapport |                                                                              | Spectateurs : 4 269 Arbitrage : Rohit Saggi Arbitre vidéo : Jochem Kamphuis | Spectateurs : 4 269 Arbitrage : Rohit Saggi Arbitre vidéo : Jochem Kamphuis |

| 14 octobre 2024 | Estonie                | 0 - 3   | Suède                                                                    | A. Le Coq Arena, Tallinn                                                       |                                                                                |
| 20h45 (21h45)   |                        | (0 - 2) | 29e Nanasi (Hien ) · 37e Nanasi (Gyökeres ) · 66e Gyökeres (Kulusevski ) | Spectateurs : 4 706 Arbitrage : Juxhin Xhaja Arbitre vidéo : Kreshnik Barjamaj | Spectateurs : 4 706 Arbitrage : Juxhin Xhaja Arbitre vidéo : Kreshnik Barjamaj |
| 20h45 (21h45)   | Peetson 39e · Mets 41e | Rapport | 15e Douglas · 20e Hien · 84e Sema                                        | Spectateurs : 4 706 Arbitrage : Juxhin Xhaja Arbitre vidéo : Kreshnik Barjamaj | Spectateurs : 4 706 Arbitrage : Juxhin Xhaja Arbitre vidéo : Kreshnik Barjamaj |

| 5e journée                     | Azerbaïdjan                  | 0 - 0   | Estonie                                              | Stade de la ville de Gabala, Qabala                                       |                                                                           |
| 16 novembre 2024 15h00 (18h00) |                              |         |                                                      | Spectateurs : 1 600 Arbitrage : John Beaton Arbitre vidéo : Andrew Dallas | Spectateurs : 1 600 Arbitrage : John Beaton Arbitre vidéo : Andrew Dallas |
| 16 novembre 2024 15h00 (18h00) | Kökcü 63e · Jafarguliyev 89e | Rapport | 39e Paskotši · 50e Anier · 57e Shein · 90+2e A. Tamm | Spectateurs : 1 600 Arbitrage : John Beaton Arbitre vidéo : Andrew Dallas | Spectateurs : 1 600 Arbitrage : John Beaton Arbitre vidéo : Andrew Dallas |

| 16 novembre 2024 | Suède                                      | 2 - 1   | Slovaquie                                                 | Strawberry Arena, Solna                                                        |                                                                                |
| 20h45            | ( Isak) Gyökeres 3e · ( Gyökeres) Isak 48e | (1 - 1) | 19e Hancko                                                | Spectateurs : 36 417 Arbitrage : Mykola Balakin Arbitre vidéo : Daniele Chiffi | Spectateurs : 36 417 Arbitrage : Mykola Balakin Arbitre vidéo : Daniele Chiffi |
| 20h45            | Hien 15e · Gudmundsson 28e · Holm 88e      | Rapport | 37e Rodák · 45+2e Dúbravka · 60e Bero · 69e, 90e Škriniar | Spectateurs : 36 417 Arbitrage : Mykola Balakin Arbitre vidéo : Daniele Chiffi | Spectateurs : 36 417 Arbitrage : Mykola Balakin Arbitre vidéo : Daniele Chiffi |

| 6e journée             | Slovaquie   | 1 - 0   | Estonie                  | Stade Antona-Malatinského, Trnava                                          |                                                                            |
| 19 novembre 2024 20h45 | Strelec 72e | (0 - 0) |                          | Spectateurs : 4 317 Arbitrage : Mikkel Redder Arbitre vidéo : Jonas Hansen | Spectateurs : 4 317 Arbitrage : Mikkel Redder Arbitre vidéo : Jonas Hansen |
| 19 novembre 2024 20h45 | Sauer 90+4e | Rapport | 61e Saliste · 90+5e Mets | Spectateurs : 4 317 Arbitrage : Mikkel Redder Arbitre vidéo : Jonas Hansen | Spectateurs : 4 317 Arbitrage : Mikkel Redder Arbitre vidéo : Jonas Hansen |

| 19 novembre 2024 | Suède | 6 - 0   | Azerbaïdjan                                                                    | Strawberry Arena, Solna                                                       |                                                                               |
| 20h45            | Kulusevski 10e 57e · ( Kulusevski) Gyökeres 26e · ( Nanasi) Gyökeres 37e · Gyökeres 58e · ( Salétros) Gyökeres 70e | (3 - 0) |                                                                                | Spectateurs : 10 127 Arbitrage : Paweł Raczkowski Arbitre vidéo : Pawel Malec | Spectateurs : 10 127 Arbitrage : Paweł Raczkowski Arbitre vidéo : Pawel Malec |
| 20h45            | Gudmundsson 60e | Rapport | 23e Krivotsyuk · 54e Seydiyev · 57e Diniyev · 73e Mustafazade · 88e T.Bayramov | Spectateurs : 10 127 Arbitrage : Paweł Raczkowski Arbitre vidéo : Pawel Malec | Spectateurs : 10 127 Arbitrage : Paweł Raczkowski Arbitre vidéo : Pawel Malec |

### Groupe 2
| Rang | Équipe     | Pts | J | G | N | P | Bp | Bc | Diff |  | Résultats (▼ dom., ► ext.) |     |     |     |     |
| ---- | ---------- | --- | - | - | - | - | -- | -- | ---- |  | -------------------------- | --- | --- | --- | --- |
| 1    | Roumanie R | 18  | 6 | 6 | 0 | 0 | 18 | 3  | +15  |  | Roumanie R                 |     | 3-0 | 4-1 | 3-1 |
| 2    | Kosovo     | 12  | 6 | 4 | 0 | 2 | 10 | 7  | +3   |  | Kosovo                     | 0-3 |     | 3-0 | 1-0 |
| 3    | Chypre     | 6   | 6 | 2 | 0 | 4 | 4  | 15 | -11  |  | Chypre                     | 0-3 | 0-4 |     | 2-1 |
| 4    | Lituanie   | 0   | 6 | 0 | 0 | 6 | 4  | 11 | -7   |  | Lituanie                   | 1-2 | 1-2 | 0-1 |     |

Le 15 novembre 2024, le match Roumanie - Kosovo a été arrêté lors du temps additionnel de la deuxième mi-temps à la suite des chants racistes des roumains à l'encontre du Kosovo qui a décidé de quitter le terrain. Le 20 novembre 2024, l'UEFA a décidé d'attribué le score de 3 - 0 sur tapis vert en faveur de la Roumanie, néanmoins la Roumanie est sanctionnée de 128 000 € d'amende et d'un match à domicile à huis clos. Le Kosovo est quant à lui condamné à 6 000 € d'amende après avoir refusé de terminer le match.
| 1re journée                    | Lituanie        | 0 - 1   | Chypre                                                                       | Sūduva Stadium, Marijampolė                                            |                                                                        |
| 6 septembre 2024 18h00 (19h00) |                 | (0 - 1) | 34e Píttas (Tzionis )                                                        | Spectateurs : 4 905 Arbitrage : Igor Pajac Arbitre vidéo : Mario Zebec | Spectateurs : 4 905 Arbitrage : Igor Pajac Arbitre vidéo : Mario Zebec |
| 6 septembre 2024 18h00 (19h00) | Kalinauskas 68e | Rapport | 32e Kyprianou · 45+2e Panayiotou · 56e Karo · 69e Chrysostomou · 71e Andreou | Spectateurs : 4 905 Arbitrage : Igor Pajac Arbitre vidéo : Mario Zebec | Spectateurs : 4 905 Arbitrage : Igor Pajac Arbitre vidéo : Mario Zebec |

| 6 septembre 2024 | Kosovo                                                                           | 0 - 3   | Roumanie                                                          | Stade de Fadil Vokrri, Pristina                                               |                                                                               |
| 20h45            |                                                                                  | (0 - 1) | 40e Man (R. Marin ) · 51e (pen.) R. Marin · 82e Drăguș (Mihăilă ) | Spectateurs : 12 872 Arbitrage : Aliyar Aghayev Arbitre vidéo : Luca Pairetto | Spectateurs : 12 872 Arbitrage : Aliyar Aghayev Arbitre vidéo : Luca Pairetto |
| 20h45            | Berisha 50e · Rexhbecaj 69e · Vojvoda 81e, 85e · Ujkani 84e · Am. Rrahmani 90+5e | Rapport | 76e Bancu · 90+5e Drăgușin                                        | Spectateurs : 12 872 Arbitrage : Aliyar Aghayev Arbitre vidéo : Luca Pairetto | Spectateurs : 12 872 Arbitrage : Aliyar Aghayev Arbitre vidéo : Luca Pairetto |

| 2e journée                     | Chypre                   | 0 - 4   | Kosovo                                                                                            | AEK Arena, Larnaca                                                            |                                                                               |
| 9 septembre 2024 18h00 (19h00) |                          | (0 - 2) | 9e (pen.) Muriqi · 21e Muriqi (Rrudhani ) · 48e Al. Rrahmani (Rashica ) · 55e Dellova (Rrudhani ) | Spectateurs : 2 041 Arbitrage : Sebastian Gishamer Arbitre vidéo : Alan Kijas | Spectateurs : 2 041 Arbitrage : Sebastian Gishamer Arbitre vidéo : Alan Kijas |
| 9 septembre 2024 18h00 (19h00) | Tzionis 37e · Pittas 62e | Rapport | 45+1e Aliti                                                                                       | Spectateurs : 2 041 Arbitrage : Sebastian Gishamer Arbitre vidéo : Alan Kijas | Spectateurs : 2 041 Arbitrage : Sebastian Gishamer Arbitre vidéo : Alan Kijas |

| 9 septembre 2024 | Roumanie                                                              | 3 - 1   | Lituanie                                       | Stadionul Steaua, Bucarest                                                      |                                                                                 |
| 20h45 (21h45)    | ( Stanciu) Mihăilă 4e · R. Marin 87e (pen.) · ( Alibec) Mitriță 90+2e | (1 - 1) | 34e Kučys (Lasickas )                          | Spectateurs : 28 168 Arbitrage : Rade Obrenović Arbitre vidéo : Nejc Kajtazović | Spectateurs : 28 168 Arbitrage : Rade Obrenović Arbitre vidéo : Nejc Kajtazović |
| 20h45 (21h45)    | Mihăilă 65e · Târnovanu 78e · Hagi 90+8e                              | Rapport | 8e G. Matulevičius · 46e Lekiatas · 53e Slivka | Spectateurs : 28 168 Arbitrage : Rade Obrenović Arbitre vidéo : Nejc Kajtazović | Spectateurs : 28 168 Arbitrage : Rade Obrenović Arbitre vidéo : Nejc Kajtazović |

| 3e journée                    | Lituanie                        | 1 - 2   | Kosovo                                               | Stade S.-Darius-et-S.-Girėnas, Kaunas                                         |                                                                               |
| 12 octobre 2024 15h00 (16h00) | ( G. Paulauskas) Golubickas 84e | (0 - 1) | 20e Zhegrova (Muslija ) · 65e E. Krasniqi (Rashica ) | Spectateurs : 7 554 Arbitrage : Ondřej Berka Arbitre vidéo : Miroslav Zelinka | Spectateurs : 7 554 Arbitrage : Ondřej Berka Arbitre vidéo : Miroslav Zelinka |
| 12 octobre 2024 15h00 (16h00) | Girdvainis 14e · Tutyškinas 53e | Rapport | 45+2e Rrudhani · 51e Dellova · 85e Rexhbecaj         | Spectateurs : 7 554 Arbitrage : Ondřej Berka Arbitre vidéo : Miroslav Zelinka | Spectateurs : 7 554 Arbitrage : Ondřej Berka Arbitre vidéo : Miroslav Zelinka |

| 12 octobre 2024 | Chypre                                                                  | 0 - 3   | Roumanie                                            | AEK Arena, Larnaca                                                               |                                                                                  |
| 20h45 (21h45)   |                                                                         | (0 - 3) | 16e Man · 25e (pen.) R. Marin · 36e Drăgușin (Man ) | Spectateurs : 6 092 Arbitrage : Sascha Stegemann Arbitre vidéo : Bastian Dankert | Spectateurs : 6 092 Arbitrage : Sascha Stegemann Arbitre vidéo : Bastian Dankert |
| 20h45 (21h45)   | Kousoulos 11e · Laifis 24e · Kastanos 31e · Avgousti 52e · Sotiriou 63e | Rapport | 41e Bancu · 45+6e Man                               | Spectateurs : 6 092 Arbitrage : Sascha Stegemann Arbitre vidéo : Bastian Dankert | Spectateurs : 6 092 Arbitrage : Sascha Stegemann Arbitre vidéo : Bastian Dankert |

| 4e journée            | Kosovo                                                                     | 3 - 0   | Chypre                                 | Stade de Fadil Vokrri, Pristina                                            |                                                                            |
| 15 octobre 2024 20h45 | ( Muslija) Am. Rrahmani 30e · E. Krasniqi 52e · ( Al. Rrahmani) Sahiti 70e | (1 - 0) |                                        | Spectateurs : 12 863 Arbitrage : Matej Jug Arbitre vidéo : Asmir Sagrković | Spectateurs : 12 863 Arbitrage : Matej Jug Arbitre vidéo : Asmir Sagrković |
| 15 octobre 2024 20h45 | Zhegrova 8e                                                                | Rapport | 7e Laifis · 8e N. Ioannou · 79e Loizou | Spectateurs : 12 863 Arbitrage : Matej Jug Arbitre vidéo : Asmir Sagrković | Spectateurs : 12 863 Arbitrage : Matej Jug Arbitre vidéo : Asmir Sagrković |

| 15 octobre 2024 | Lituanie                              | 1 - 2   | Roumanie                                | Stade S.-Darius-et-S.-Girėnas, Kaunas                                     |                                                                           |
| 20h45 (21h45)   | Kučys 7e (pen.)                       | (1 - 1) | 18e (pen.) R. Marin · 65e Drăguș (Man ) | Spectateurs : 2 585 Arbitrage : Nicolas Walsh Arbitre vidéo : John Beaton | Spectateurs : 2 585 Arbitrage : Nicolas Walsh Arbitre vidéo : John Beaton |
| 20h45 (21h45)   | Slivka 48e · Kučys 77e · Gineitis 85e | Rapport | 63e Burcă · 90+3e Coman                 | Spectateurs : 2 585 Arbitrage : Nicolas Walsh Arbitre vidéo : John Beaton | Spectateurs : 2 585 Arbitrage : Nicolas Walsh Arbitre vidéo : John Beaton |

| 5e journée                     | Chypre                                                        | 2 - 1   | Lituanie                      | AEK Arena, Larnaca                                                               |                                                                                  |
| 15 novembre 2024 18h00 (19h00) | Kastanos 18e · ( Malekkidis) Tzionis 63e                      | (1 - 0) | 47e Gineitis (Golubickas )    | Spectateurs : 1 733 Arbitrage : Nenad Minaković Arbitre vidéo : Momčilo Marković | Spectateurs : 1 733 Arbitrage : Nenad Minaković Arbitre vidéo : Momčilo Marković |
| 15 novembre 2024 18h00 (19h00) | N. Ioannou 22e · Kakoullís 41e · Kastanos 53e · Kousoulos 82e | Rapport | 56e Golubickas · 65e Lasickas | Spectateurs : 1 733 Arbitrage : Nenad Minaković Arbitre vidéo : Momčilo Marković | Spectateurs : 1 733 Arbitrage : Nenad Minaković Arbitre vidéo : Momčilo Marković |

| 15 novembre 2024 | Roumanie                                                       | 3 - 0 (Sur tapis vert) | Kosovo                                                                              | Arena Națională, Bucarest                                                  |                                                                            |
| 20h45 (21h45)    |                                                                | (0 - 0)                |                                                                                     | Spectateurs : 48 957 Arbitrage : Morten Krogh Arbitre vidéo : Jakob Kehlet | Spectateurs : 48 957 Arbitrage : Morten Krogh Arbitre vidéo : Jakob Kehlet |
| 20h45 (21h45)    | M. Marin 43e · Man 58e · Drăguș 72e · Bancu 73e · Alibec 90+3e | Rapport                | 7e Hadergjonaj · 45+2e Vojvoda · 45+2e Jashari · 90+3e Dellova · 90+3e Am. Rrahmani | Spectateurs : 48 957 Arbitrage : Morten Krogh Arbitre vidéo : Jakob Kehlet | Spectateurs : 48 957 Arbitrage : Morten Krogh Arbitre vidéo : Jakob Kehlet |

| 6e journée             | Kosovo                                  | 1 - 0   | Lituanie   | Stade de Fadil Vokrri, Pristina                                                      |                                                                                      |
| 18 novembre 2024 20h45 | ( Muriqi) Jashari 5e                    | (1 - 0) |            | Spectateurs : 12 856 Arbitrage : Kristoffer Hagenes Arbitre vidéo : Tom Harald Hagen | Spectateurs : 12 856 Arbitrage : Kristoffer Hagenes Arbitre vidéo : Tom Harald Hagen |
| 18 novembre 2024 20h45 | Rexhbecaj 37e · Jashari 45e · Muric 89e | Rapport | 25e Širvys | Spectateurs : 12 856 Arbitrage : Kristoffer Hagenes Arbitre vidéo : Tom Harald Hagen | Spectateurs : 12 856 Arbitrage : Kristoffer Hagenes Arbitre vidéo : Tom Harald Hagen |

| 18 novembre 2024 | Roumanie                                                                                      | 4 - 1   | Chypre                                    | Arena Națională, Bucarest                                                      |                                                                                |
| 20h45 (21h45)    | ( Mihăilă) Bîrligea 2e · ( Bîrligea) R. Marin 42e · ( Coman) R. Marin 80e · ( Hagi) Coman 83e | (2 - 0) | 52e Pittas                                | Spectateurs : 45 318 Arbitrage : Luca Pairetto Arbitre vidéo : Paolo Mazzoleni | Spectateurs : 45 318 Arbitrage : Luca Pairetto Arbitre vidéo : Paolo Mazzoleni |
| 20h45 (21h45)    |                                                                                               | Rapport | 16e Karo · 52e Antoniou · 74e, 77e Laifis | Spectateurs : 45 318 Arbitrage : Luca Pairetto Arbitre vidéo : Paolo Mazzoleni | Spectateurs : 45 318 Arbitrage : Luca Pairetto Arbitre vidéo : Paolo Mazzoleni |

### Groupe 3
| Rang | Équipe          | Pts | J | G | N | P | Bp | Bc | Diff |  | Résultats (▼ dom., ► ext.) |     |     |     |     |
| ---- | --------------- | --- | - | - | - | - | -- | -- | ---- |  | -------------------------- | --- | --- | --- | --- |
| 1    | Irlande du Nord | 11  | 6 | 3 | 2 | 1 | 11 | 3  | +8   |  | Irlande du Nord            |     | 5-0 | 2-0 | 2-0 |
| 2    | Bulgarie        | 9   | 6 | 2 | 3 | 1 | 3  | 6  | -3   |  | Bulgarie                   | 1-0 |     | 1-1 | 0-0 |
| 3    | Biélorussie     | 7   | 6 | 1 | 4 | 1 | 3  | 4  | -1   |  | Biélorussie                | 0-0 | 0-0 |     | 1-1 |
| 4    | Luxembourg      | 3   | 6 | 0 | 3 | 3 | 3  | 7  | -4   |  | Luxembourg                 | 2-2 | 0-1 | 0-1 |     |

| 1re journée                    | Irlande du Nord                     | 2 - 0   | Luxembourg     | Windsor Park, Belfast                                                            |                                                                                  |
| 5 septembre 2024 20h45 (19h45) | McNair 11e · ( Saville) Ballard 17e | (2 - 0) |                | Spectateurs : 17 213 Arbitrage : Marian Barbu Arbitre vidéo : Sebastian Colţescu | Spectateurs : 17 213 Arbitrage : Marian Barbu Arbitre vidéo : Sebastian Colţescu |
| 5 septembre 2024 20h45 (19h45) | Brown 87e                           | Rapport | 45e Mahmutovic | Spectateurs : 17 213 Arbitrage : Marian Barbu Arbitre vidéo : Sebastian Colţescu | Spectateurs : 17 213 Arbitrage : Marian Barbu Arbitre vidéo : Sebastian Colţescu |

| 5 septembre 2024 | Biélorussie                     | 0 - 0   | Bulgarie                                       | ZTE Arena, Zalaegerszeg ( Hongrie)                                      |                                                                         |
| 20h45            |                                 |         |                                                | Spectateurs : 0 Arbitrage : Ovidiu Haţegan Arbitre vidéo : Cătălin Popa | Spectateurs : 0 Arbitrage : Ovidiu Haţegan Arbitre vidéo : Cătălin Popa |
| 20h45            | Yablonski 72e · Martynovich 84e | Rapport | 29e, 74e Krastev · 56e Petkov · 89e I. Minchev | Spectateurs : 0 Arbitrage : Ovidiu Haţegan Arbitre vidéo : Cătălin Popa | Spectateurs : 0 Arbitrage : Ovidiu Haţegan Arbitre vidéo : Cătălin Popa |

| 2e journée             | Luxembourg                                | 0 - 1   | Biélorussie                               | Stade de Luxembourg, Luxembourg                                              |                                                                              |
| 8 septembre 2024 15h00 |                                           | (0 - 0) | 76e Gromyko (Pechenin )                   | Spectateurs : 6 820 Arbitrage : Lawrence Visser Arbitre vidéo : Clay Ruperti | Spectateurs : 6 820 Arbitrage : Lawrence Visser Arbitre vidéo : Clay Ruperti |
| 8 septembre 2024 15h00 | Bohnert 45e · Chanot 86e · C. Martins 89e | Rapport | 53e Ebong · 71e Martynovich · 84e Kovalev | Spectateurs : 6 820 Arbitrage : Lawrence Visser Arbitre vidéo : Clay Ruperti | Spectateurs : 6 820 Arbitrage : Lawrence Visser Arbitre vidéo : Clay Ruperti |

| 8 septembre 2024 | Bulgarie                                     | 1 - 0   | Irlande du Nord                                      | Stade Hristo Botev, Plovdiv                                                           |                                                                                       |
| 18h00 (19h00)    | ( Kolev) Despodov 40e                        | (1 - 0) |                                                      | Spectateurs : 14 300 Arbitrage : Tasos Sidiropoulos Arbitre vidéo : Angelos Evangelou | Spectateurs : 14 300 Arbitrage : Tasos Sidiropoulos Arbitre vidéo : Angelos Evangelou |
| 18h00 (19h00)    | Ahmedov 78e · Nürnberger 90+1e · Kolev 90+3e | Rapport | 28e S. Charles · 29e McNair · 59e Bradley · 81e Hume | Spectateurs : 14 300 Arbitrage : Tasos Sidiropoulos Arbitre vidéo : Angelos Evangelou | Spectateurs : 14 300 Arbitrage : Tasos Sidiropoulos Arbitre vidéo : Angelos Evangelou |

| 3e journée                    | Bulgarie                                                                           | 0 - 0   | Luxembourg                                                             | Stade Hristo Botev, Plovdiv                                               |                                                                           |
| 12 octobre 2024 18h00 (19h00) |                                                                                    |         |                                                                        | Spectateurs : 15 800 Arbitrage : David Šmajc Arbitre vidéo : Alen Borošak | Spectateurs : 15 800 Arbitrage : David Šmajc Arbitre vidéo : Alen Borošak |
| 12 octobre 2024 18h00 (19h00) | Kolev 4e · Antov 20e · Petkov 38e · Atanasov 45e · Nürnberger 51e · Kostadinov 64e | Rapport | 18e Curci · 26e C. Martins · 36e Carlson · 51e Bohnert · 60e Rodrigues | Spectateurs : 15 800 Arbitrage : David Šmajc Arbitre vidéo : Alen Borošak | Spectateurs : 15 800 Arbitrage : David Šmajc Arbitre vidéo : Alen Borošak |

| 12 octobre 2024 | Biélorussie                   | 0 - 0   | Irlande du Nord | ZTE Arena, Zalaegerszeg ( Hongrie)                                               |                                                                                  |
| 20h45           |                               |         |                 | Spectateurs : 0 Arbitrage : Henrik Nalbandyan Arbitre vidéo : Zaven Hovhannisyan | Spectateurs : 0 Arbitrage : Henrik Nalbandyan Arbitre vidéo : Zaven Hovhannisyan |
| 20h45           | Pechenin 18e · Politevich 41e | Rapport | 43e Toal        | Spectateurs : 0 Arbitrage : Henrik Nalbandyan Arbitre vidéo : Zaven Hovhannisyan | Spectateurs : 0 Arbitrage : Henrik Nalbandyan Arbitre vidéo : Zaven Hovhannisyan |

| 4e journée                    | Irlande du Nord | 5 - 0   | Bulgarie                      | Windsor Park, Belfast                                                           |                                                                                 |
| 15 octobre 2024 20h45 (19h45) | ( D. Charles) Price 15e · ( Spencer) Price 29e · ( Spencer) Mitov 32e (csc) · ( S. Charles) Price 81e · ( Smyth) Magennis 89e | (3 - 0) |                               | Spectateurs : 17 891 Arbitrage : Jérôme Brisard Arbitre vidéo : Eric Wattellier | Spectateurs : 17 891 Arbitrage : Jérôme Brisard Arbitre vidéo : Eric Wattellier |
| 15 octobre 2024 20h45 (19h45) | Price 25e · Toal 41e | Rapport | 30e Despodov · 38e F. Krastev | Spectateurs : 17 891 Arbitrage : Jérôme Brisard Arbitre vidéo : Eric Wattellier | Spectateurs : 17 891 Arbitrage : Jérôme Brisard Arbitre vidéo : Eric Wattellier |

| 15 octobre 2024 | Biélorussie                    | 1 - 1   | Luxembourg                                                                        | ZTE Arena, Zalaegerszeg ( Hongrie)                                             |                                                                                |
| 20h45           | ( Gromyko) Politevich 54e      | (0 - 0) | 78e (pen.) Rodrigues                                                              | Spectateurs : 0 Arbitrage : Atilla Karaoğlan Arbitre vidéo : Christian Dingert | Spectateurs : 0 Arbitrage : Atilla Karaoğlan Arbitre vidéo : Christian Dingert |
| 20h45           | Barkovski 63e · Bocharov 90+5e | Rapport | 23e Da. Sinani · 30e D'Anzico · 53e Korac · 64e Omosanya · 75e Olesen · 90e Schon | Spectateurs : 0 Arbitrage : Atilla Karaoğlan Arbitre vidéo : Christian Dingert | Spectateurs : 0 Arbitrage : Atilla Karaoğlan Arbitre vidéo : Christian Dingert |

| 5e journée                     | Irlande du Nord                                   | 2 - 0   | Biélorussie                                 | Windsor Park, Belfast                                                     |                                                                           |
| 15 novembre 2024 20h45 (19h45) | ( S. Charles) Ballard 50e · D. Charles 63e (pen.) | (0 - 0) |                                             | Spectateurs : 18 044 Arbitrage : Luis Godinho Arbitre vidéo : Hugo Miguel | Spectateurs : 18 044 Arbitrage : Luis Godinho Arbitre vidéo : Hugo Miguel |
| 15 novembre 2024 20h45 (19h45) | P. Charles 87e · Brown 88e                        | Rapport | 59e Pechenin · 68e Gromyko · 76e Antilevski | Spectateurs : 18 044 Arbitrage : Luis Godinho Arbitre vidéo : Hugo Miguel | Spectateurs : 18 044 Arbitrage : Luis Godinho Arbitre vidéo : Hugo Miguel |

| 15 novembre 2024 | Luxembourg                              | 0 - 1   | Bulgarie                                   | Stade de Luxembourg, Luxembourg                                             |                                                                             |
| 20h45            |                                         | (0 - 1) | 23e Kraev                                  | Spectateurs : 8 307 Arbitrage : Juri Frischer Arbitre vidéo : Kristo Tohver | Spectateurs : 8 307 Arbitrage : Juri Frischer Arbitre vidéo : Kristo Tohver |
| 20h45            | Bohnert 58e · Jans 61e · C. Martins 84e | Rapport | 28e Despodov · 43e Milanov · 53e Panayotov | Spectateurs : 8 307 Arbitrage : Juri Frischer Arbitre vidéo : Kristo Tohver | Spectateurs : 8 307 Arbitrage : Juri Frischer Arbitre vidéo : Kristo Tohver |

| 6e journée             | Luxembourg                              | 2 - 2   | Irlande du Nord                                | Stade de Luxembourg, Luxembourg                                             |                                                                             |
| 18 novembre 2024 20h45 | ( Da. Sinani) Korac 72e · Rodrigues 75e | (0 - 1) | 19e Price (S. Charles ) · 50e Bradley (Price ) | Spectateurs : 6 870 Arbitrage : Elchin Masiyev Arbitre vidéo : Peter Bankes | Spectateurs : 6 870 Arbitrage : Elchin Masiyev Arbitre vidéo : Peter Bankes |
| 18 novembre 2024 20h45 | Curci 80e                               | Rapport | 41e Spencer · 80e Hume                         | Spectateurs : 6 870 Arbitrage : Elchin Masiyev Arbitre vidéo : Peter Bankes | Spectateurs : 6 870 Arbitrage : Elchin Masiyev Arbitre vidéo : Peter Bankes |

| 18 novembre 2024 | Bulgarie                                    | 1 - 1   | Biélorussie                                                                | Stade national Vassil-Levski, Sofia                                          |                                                                              |
| 20h45 (21h45)    | ( Petkov) Panayotov 12e                     | (1 - 0) | 70e Kovalev (Yablonski )                                                   | Spectateurs : 2 200 Arbitrage : Allard Lindhout Arbitre vidéo : Clay Ruperti | Spectateurs : 2 200 Arbitrage : Allard Lindhout Arbitre vidéo : Clay Ruperti |
| 20h45 (21h45)    | Nürnberger 31e · Milanov 56e · V. Popov 77e | Rapport | 10e Prischepa · 53e Ebong · 62e Karpovich · 64e Yablonski · 85e Politevich | Spectateurs : 2 200 Arbitrage : Allard Lindhout Arbitre vidéo : Clay Ruperti | Spectateurs : 2 200 Arbitrage : Allard Lindhout Arbitre vidéo : Clay Ruperti |

### Groupe 4
| Rang | Équipe            | Pts | J | G | N | P | Bp | Bc | Diff |  | Résultats (▼ dom., ► ext.) |     |     |     |     |
| ---- | ----------------- | --- | - | - | - | - | -- | -- | ---- |  | -------------------------- | --- | --- | --- | --- |
| 1    | Macédoine du Nord | 16  | 6 | 5 | 1 | 0 | 10 | 1  | +9   |  | Macédoine du Nord          |     | 2-0 | 1-0 | 1-0 |
| 2    | Arménie R         | 7   | 6 | 2 | 1 | 3 | 8  | 9  | -1   |  | Arménie R                  | 0-2 |     | 0-1 | 4-1 |
| 3    | Îles Féroé        | 6   | 6 | 1 | 3 | 2 | 5  | 6  | -1   |  | Îles Féroé                 | 1-1 | 2-2 |     | 1-1 |
| 4    | Lettonie P        | 4   | 6 | 1 | 1 | 4 | 4  | 11 | -7   |  | Lettonie P                 | 0-3 | 1-2 | 1-0 |     |

| 1re journée                    | Îles Féroé                         | 1 - 1   | Macédoine du Nord                           | Tórsvøllur, Tórshavn                                                                 |                                                                                      |
| 7 septembre 2024 15h00 (14h00) | Davidsen 9e (pen.)                 | (1 - 0) | 49e (pen.) Bardhi                           | Spectateurs : 2 057 Arbitrage : Manfredas Lukjančukas Arbitre vidéo : Benjamin Brand | Spectateurs : 2 057 Arbitrage : Manfredas Lukjančukas Arbitre vidéo : Benjamin Brand |
| 7 septembre 2024 15h00 (14h00) | Chukwudi 13e · J. Edmundsson 45+2e | Rapport | 8e Iljazovski · 17e Serafimov · 90+3e Alimi | Spectateurs : 2 057 Arbitrage : Manfredas Lukjančukas Arbitre vidéo : Benjamin Brand | Spectateurs : 2 057 Arbitrage : Manfredas Lukjančukas Arbitre vidéo : Benjamin Brand |

| 7 septembre 2024 | Arménie                                                                                 | 4 - 1   | Lettonie                     | Stade Républicain Vazgen-Sargsian, Erevan                                      |                                                                                |
| 18h00 (20h00)    | ( Tiknizyan) Bichakhchyan 6e · Dubra 35e (csc) · Zelarayán 48e · ( Ranos) Spertsyan 86e | (2 - 1) | 9e (csc) Arutiunian          | Spectateurs : 12 437 Arbitrage : Nenad Minaković Arbitre vidéo : Novak Simović | Spectateurs : 12 437 Arbitrage : Nenad Minaković Arbitre vidéo : Novak Simović |
| 18h00 (20h00)    |                                                                                         | Rapport | 22e Vapne · 69e J. Ikaunieks | Spectateurs : 12 437 Arbitrage : Nenad Minaković Arbitre vidéo : Novak Simović | Spectateurs : 12 437 Arbitrage : Nenad Minaković Arbitre vidéo : Novak Simović |

| 2e journée                      | Lettonie                     | 1 - 0   | Îles Féroé        | Skonto Stadion, Riga                                                    |                                                                         |
| 10 septembre 2024 18h00 (19h00) | ( Gutkovskis) Varslavāns 64e | (0 - 0) |                   | Spectateurs : 5 808 Arbitrage : Duje Strukan Arbitre vidéo : Ivan Bebek | Spectateurs : 5 808 Arbitrage : Duje Strukan Arbitre vidéo : Ivan Bebek |
| 10 septembre 2024 18h00 (19h00) |                              | Rapport | 90+4e P. Petersen | Spectateurs : 5 808 Arbitrage : Duje Strukan Arbitre vidéo : Ivan Bebek | Spectateurs : 5 808 Arbitrage : Duje Strukan Arbitre vidéo : Ivan Bebek |

| 10 septembre 2024 | Macédoine du Nord                                             | 2 - 0   | Arménie                       | Stade national Toše-Proeski, Skopje                                      |                                                                          |
| 20h45             | Bardhi 70e · ( Dimitrievski) Miovski 78e                      | (0 - 0) |                               | Spectateurs : 6 829 Arbitrage : Harm Osmers Arbitre vidéo : Sören Storks | Spectateurs : 6 829 Arbitrage : Harm Osmers Arbitre vidéo : Sören Storks |
| 20h45             | Elmas 39e · Zajkov 44e, 45+4e · Miovski 45+5e · Serafimov 86e | Rapport | 55e Tiknizyan · 70e Zelarayán | Spectateurs : 6 829 Arbitrage : Harm Osmers Arbitre vidéo : Sören Storks | Spectateurs : 6 829 Arbitrage : Harm Osmers Arbitre vidéo : Sören Storks |

| 3e journée                    | Lettonie     | 0 - 3   | Macédoine du Nord                                  | Skonto Stadion, Riga                                                        |                                                                             |
| 10 octobre 2024 18h00 (19h00) |              | (0 - 1) | 35e Atanasov (Miovski ) · 70e Qamili · 90+3e Elmas | Spectateurs : 5 001 Arbitrage : Jakob Sundberg Arbitre vidéo : Jonas Hansen | Spectateurs : 5 001 Arbitrage : Jakob Sundberg Arbitre vidéo : Jonas Hansen |
| 10 octobre 2024 18h00 (19h00) | Cigaņiks 43e | Rapport | 61e Dimoski · 81e M. Ristovski                     | Spectateurs : 5 001 Arbitrage : Jakob Sundberg Arbitre vidéo : Jonas Hansen | Spectateurs : 5 001 Arbitrage : Jakob Sundberg Arbitre vidéo : Jonas Hansen |

| 10 octobre 2024 | Îles Féroé                      | 2 - 2   | Arménie                                | Tórsvøllur, Tórshavn                                                               |                                                                                    |
| 20h45 (19h45)   | Benjaminsen 37e · Bjartalíð 85e | (1 - 1) | 44e Zelarayán · 90+3e Manvelyan        | Spectateurs : 1 852 Arbitrage : Oleksii Derevinskyi Arbitre vidéo : Mykola Balakin | Spectateurs : 1 852 Arbitrage : Oleksii Derevinskyi Arbitre vidéo : Mykola Balakin |
| 20h45 (19h45)   | A. Edmundsson 79e               | Rapport | 55e Ranos · 87e Muradian · 88e Haroyan | Spectateurs : 1 852 Arbitrage : Oleksii Derevinskyi Arbitre vidéo : Mykola Balakin | Spectateurs : 1 852 Arbitrage : Oleksii Derevinskyi Arbitre vidéo : Mykola Balakin |

| 4e journée                    | Arménie              | 0 - 2   | Macédoine du Nord                           | Stade Républicain Vazgen-Sargsian, Erevan                                      |                                                                                |
| 13 octobre 2024 18h00 (20h00) |                      | (0 - 0) | 72e Miovski (Alimi ) · 85e Alimi (Alioski ) | Spectateurs : 14 371 Arbitrage : Stuart Attwell Arbitre vidéo : Chris Kavanagh | Spectateurs : 14 371 Arbitrage : Stuart Attwell Arbitre vidéo : Chris Kavanagh |
| 13 octobre 2024 18h00 (20h00) | Calisir 8e · Iwu 21e | Rapport | 22e Manev                                   | Spectateurs : 14 371 Arbitrage : Stuart Attwell Arbitre vidéo : Chris Kavanagh | Spectateurs : 14 371 Arbitrage : Stuart Attwell Arbitre vidéo : Chris Kavanagh |

| 13 octobre 2024 | Îles Féroé                   | 1 - 1   | Lettonie             | Tórsvøllur, Tórshavn                                                            |                                                                                 |
| 20h45 (19h45)   | ( Hendriksson) Sørensen 40e  | (1 - 0) | 69e Šits (Cigaņiks ) | Spectateurs : 2 017 Arbitrage : Philip Farrugia Arbitre vidéo : Paolo Mazzoleni | Spectateurs : 2 017 Arbitrage : Philip Farrugia Arbitre vidéo : Paolo Mazzoleni |
| 20h45 (19h45)   | Davidsen 39e · Bjartalíð 62e | Rapport | 49e J. Ikaunieks     | Spectateurs : 2 017 Arbitrage : Philip Farrugia Arbitre vidéo : Paolo Mazzoleni | Spectateurs : 2 017 Arbitrage : Philip Farrugia Arbitre vidéo : Paolo Mazzoleni |

| 5e journée                     | Arménie                                            | 0 - 1   | Îles Féroé                                                     | Stade Républicain Vazgen-Sargsian, Erevan                                            |                                                                                      |
| 14 novembre 2024 18h00 (21h00) |                                                    | (0 - 1) | 33e (pen.) Davidsen                                            | Spectateurs : 6 043 Arbitrage : Tasos Sidiropoulos Arbitre vidéo : Athanasios Tzilos | Spectateurs : 6 043 Arbitrage : Tasos Sidiropoulos Arbitre vidéo : Athanasios Tzilos |
| 14 novembre 2024 18h00 (21h00) | Hambardzumyan 16e · Arutiunian 31e · Shaghoyan 75e | Rapport | 12e Justinussen · 21e Danielsen · 80e Gregersen · 81e Gestsson | Spectateurs : 6 043 Arbitrage : Tasos Sidiropoulos Arbitre vidéo : Athanasios Tzilos | Spectateurs : 6 043 Arbitrage : Tasos Sidiropoulos Arbitre vidéo : Athanasios Tzilos |

| 14 novembre 2024 | Macédoine du Nord          | 1 - 0   | Lettonie                                       | Stade national Toše-Proeski, Skopje                                              |                                                                                  |
| 20h45            | Serafimov 57e              | (0 - 0) |                                                | Spectateurs : 8 851 Arbitrage : Goga Kikacheishvili Arbitre vidéo : Tamás Bognár | Spectateurs : 8 851 Arbitrage : Goga Kikacheishvili Arbitre vidéo : Tamás Bognár |
| 20h45            | Serafimov 54e · Zajkov 55e | Rapport | 30e Savalnieks · 84e Gutkovskis · 90+5e Tobers | Spectateurs : 8 851 Arbitrage : Goga Kikacheishvili Arbitre vidéo : Tamás Bognár | Spectateurs : 8 851 Arbitrage : Goga Kikacheishvili Arbitre vidéo : Tamás Bognár |

| 6e journée             | Macédoine du Nord                                                       | 1 - 0   | Îles Féroé  | Stade national Toše-Proeski, Skopje                                            |                                                                                |
| 17 novembre 2024 15h00 | ( Atanasov) Miovski 62e                                                 | (0 - 0) |             | Spectateurs : 7 450 Arbitrage : Daniel Schlager Arbitre vidéo : Daniel Siebert | Spectateurs : 7 450 Arbitrage : Daniel Schlager Arbitre vidéo : Daniel Siebert |
| 17 novembre 2024 15h00 | Alimi 13e · Bardhi 52e · Alioski 66e · Serafimov 73e · M. Ristovski 89e | Rapport | 50e Knudsen | Spectateurs : 7 450 Arbitrage : Daniel Schlager Arbitre vidéo : Daniel Siebert | Spectateurs : 7 450 Arbitrage : Daniel Schlager Arbitre vidéo : Daniel Siebert |

| 17 novembre 2024 | Lettonie                      | 1 - 2   | Arménie                                   | Skonto Stadion, Riga                                                             |                                                                                  |
| 15h00 (16h00)    | ( Zelenkovs) Uldriķis 70e     | (0 - 0) | 48e Spertsyan (Zelarayán ) · 74e Miranyan | Spectateurs : 5 543 Arbitrage : Georgi Kabakov Arbitre vidéo : Dragomir Draganov | Spectateurs : 5 543 Arbitrage : Georgi Kabakov Arbitre vidéo : Dragomir Draganov |
| 15h00 (16h00)    | Savaļnieks 73e · Uldriķis 89e | Rapport | 89e N. Grigoryan                          | Spectateurs : 5 543 Arbitrage : Georgi Kabakov Arbitre vidéo : Dragomir Draganov | Spectateurs : 5 543 Arbitrage : Georgi Kabakov Arbitre vidéo : Dragomir Draganov |

### Classement des quatrièmes de groupe
Les équipes en quatrième position dans chaque groupe de la Ligue C sont classées de la position 1 à la position 4 sur la base du classement général de la Ligue des nations.
L’équipe classée en position 1 (45e) et en position 2 (46e) disputeront les barrages de relégations contre les deux meilleures équipes classées deuxièmes de la Ligue D (51e et 52e position au classement général à l'issue de la phase de groupes).
L’équipe classée en position 3 (47e) et en position 4 (48e) sont directement reléguées en Ligue D.
Les matches de relégation sont disputés selon le système à élimination directe en matchs aller-retour.
Si une équipe devant disputer les matches de relégation est qualifiée pour les matches de barrage en vue du Coupe du monde de football 2026, aucun match de relégation n’est disputé.
| Rang | Équipe                 | Pts | J | G | N | P | Bp | Bc | Diff |
| ---- | ---------------------- | --- | - | - | - | - | -- | -- | ---- |
| 45   | Lettonie P (Groupe 4)  | 4   | 6 | 1 | 1 | 4 | 4  | 11 | -7   |
| 46   | Luxembourg (Groupe 3)  | 3   | 6 | 0 | 3 | 3 | 3  | 7  | -4   |
| 47   | Azerbaïdjan (Groupe 1) | 1   | 6 | 0 | 1 | 5 | 3  | 17 | -14  |
| 48   | Lituanie (Groupe 2)    | 0   | 6 | 0 | 0 | 6 | 4  | 11 | -7   |

## Classement général
Légende des classements
- Promotion en Ligue B
- Barrage de promotion en Ligue B
- Barrage de relégation en Ligue D
- Relégation en Ligue D

| Rang | Nation            | Parcours                        | Gr. | MJ | G | N | P | Pts | Bp | Bc | Diff |
| ---- | ----------------- | ------------------------------- | --- | -- | - | - | - | --- | -- | -- | ---- |
| 33e  | Roumanie R        | 3e meilleur premier de groupe   | 2   | 6  | 6 | 0 | 0 | 18  | 18 | 3  | +15  |
| 34e  | Suède R           | Meilleur premier de groupe      | 1   | 6  | 5 | 1 | 0 | 16  | 19 | 4  | +15  |
| 35e  | Macédoine du Nord | 2e meilleur premier de groupe   | 4   | 6  | 5 | 1 | 0 | 16  | 10 | 1  | +9   |
| 36e  | Irlande du Nord   | 4e meilleur premier de groupe   | 3   | 6  | 3 | 2 | 1 | 11  | 11 | 3  | +8   |
|      |                   |                                 |     |    |   |   |   |     |    |    |      |
| 37e  | Slovaquie         | Meilleur deuxième de groupe     | 1   | 6  | 4 | 1 | 1 | 13  | 10 | 5  | +5   |
| 38e  | Kosovo            | 2e meilleur deuxième de groupe  | 2   | 6  | 4 | 0 | 2 | 12  | 10 | 7  | +3   |
| 39e  | Bulgarie          | 3e meilleur deuxième de groupe  | 3   | 6  | 2 | 3 | 1 | 9   | 3  | 6  | -3   |
| 40e  | Arménie R         | 4e meilleur deuxième de groupe  | 4   | 6  | 2 | 1 | 3 | 7   | 8  | 9  | -1   |
|      |                   |                                 |     |    |   |   |   |     |    |    |      |
| 41e  | Biélorussie       | Meilleur troisième de groupe    | 3   | 6  | 1 | 4 | 1 | 7   | 3  | 4  | -1   |
| 42e  | Îles Féroé        | 2e meilleur troisième de groupe | 4   | 6  | 1 | 3 | 2 | 6   | 5  | 6  | -1   |
| 43e  | Chypre            | 3e meilleur troisième de groupe | 2   | 6  | 2 | 0 | 4 | 6   | 4  | 15 | -11  |
| 44e  | Estonie P         | 4e meilleur troisième de groupe | 1   | 6  | 1 | 1 | 4 | 4   | 3  | 9  | -6   |
|      |                   |                                 |     |    |   |   |   |     |    |    |      |
| 45e  | Lettonie P        | Meilleur quatrième de groupe    | 4   | 6  | 1 | 1 | 4 | 4   | 4  | 11 | -7   |
| 46e  | Luxembourg        | 2e meilleur quatrième de groupe | 3   | 6  | 0 | 3 | 3 | 3   | 3  | 7  | -4   |
| 47e  | Azerbaïdjan       | 3e meilleur quatrième de groupe | 1   | 6  | 0 | 1 | 5 | 1   | 3  | 17 | -14  |
| 48e  | Lituanie          | 4e meilleur quatrième de groupe | 2   | 6  | 0 | 0 | 6 | 0   | 4  | 11 | -7   |

## Buteurs

### 9 buts
- Viktor Gyökeres

### 6 buts
- Răzvan Marin

### 4 buts
- Isaac Price
- David Strelec
- Alexander Isak

### 3 buts
- Bojan Miovski

### 2 buts
- Eduard Spertsyan
- Lucas Zelarayán
- Toral Bayramov
- Ioánnis Píttas
- Viljormur Davidsen
- Ermal Krasniqi
- Vedat Muriqi
- Armandas Kučys
- Gerson Rodrigues
- Enis Bardhi
- Daniel Ballard
- Denis Drăguș
- Dennis Man
- Dejan Kulusevski
- Sebastian Nanasi

### 1 but
- Vahan Bichakhchyan
- Gor Manvelyan
- Artur Miranyan
- Renat Dadashov
- Valeri Gromyko
- Iouri Kovaliov
- Syarhey Palitsevich
- Kiril Despodov
- Andrian Kraev
- Vasil Panayotov
- Grigóris Kástanos
- Marinos Tzionis
- Rocco Robert Shein
- Vlasiy Sinyavskiy
- Ioan Yakovlev
- Jann Benjaminsen
- Jóannes Bjartalíð
- Hanus Sørensen
- Lumbardh Dellova
- Muharrem Jashari
- Albion Rrahmani
- Amir Rrahmani
- Emir Sahiti
- Edon Zhegrova
- Dario Šits
- Roberts Uldriķis
- Renārs Varslavāns
- Gvidas Gineitis
- Paulius Golubickas
- Seid Korac
- Isnik Alimi
- Jani Atanasov
- Eljif Elmas
- Lirim Qamili
- Nikola Serafimov
- Conor Bradley
- Dion Charles
- Josh Magennis
- Paddy McNair
- Daniel Bîrligea
- Florinel Coman
- Radu Drăgușin
- Valentin Mihăilă
- Alexandru Mitriță
- Ondrej Duda
- Dávid Ďuriš
- Dávid Hancko
- Lukáš Haraslín
- Tomáš Suslov
- Yasin Ayari
- Ken Sema

### 1 but contre son camp(csc)
- Georgi Harutyunyan (contre  Lettonie)
- Rahil Mammadov (contre  Slovaquie)
- Dimitar Mitov (contre  Irlande du Nord)
- Kaspars Dubra (contre  Arménie)